# Léchage de plaie

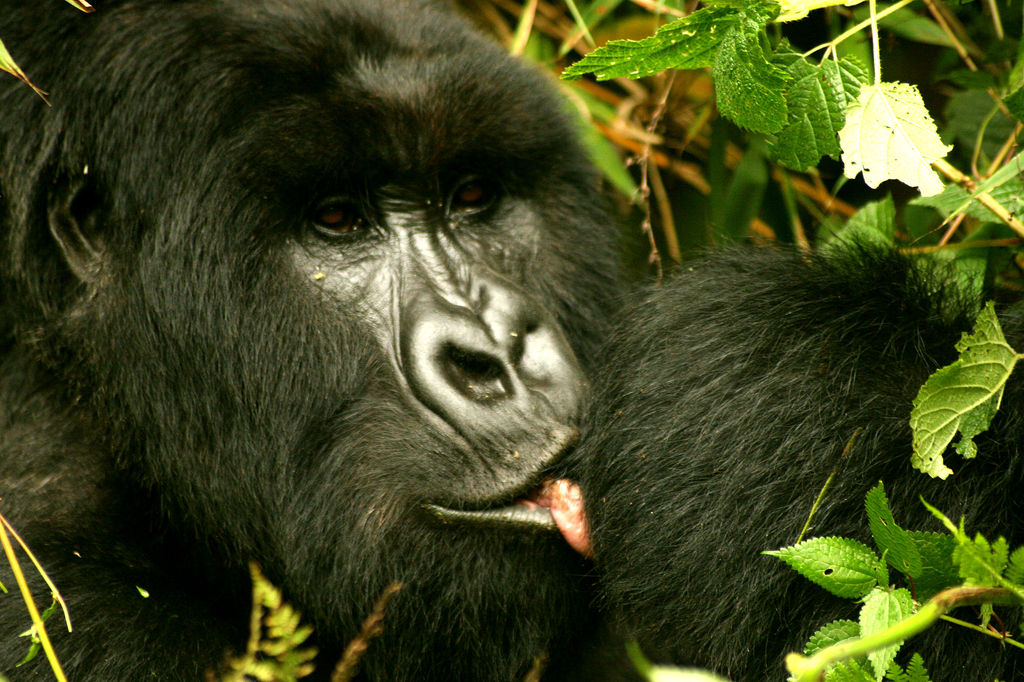
Suza, un gorille des montagnes rwandais, se léchant une plaie.

Le léchage de plaie est un comportement instinctif consistant à couvrir une plaie de salive avec la langue. Il existe chez de nombreux animaux, y compris chez les humains. La salive contient un facteur tissulaire qui active le mécanisme de coagulation sanguine. L'enzyme lysozyme contenue dans la salive, ainsi que dans d'autres sécrétions (comme par exemple dans les larmes), est connue pour attaquer la paroi cellulaire chez les bactéries à gram positif, aidant ainsi à se protéger contre les infections. Cependant, le léchage de plaie comporte des risques d'infection par les bactéries buccales.

## Risques chez l'humain
Le léchage de plaie présente des risques pour la santé par infection, en particulier chez les personnes immunodéficientes. La salive humaine contient une large variété de bactéries qui, bien que leur présence dans la bouche soit sans risque, peuvent causer des infections sérieuses si elles sont introduites au niveau d'une plaie. Un cas notable est celui d'un homme diabétique qui, après avoir léché son pouce qui saignait à la suite d'un accident de vélo, dû se faire amputer de ce pouce, infecté par Eikenella corrodens qui provenait de sa salive.